# Mark Cendrowski
Mark Michael Cendrowski (* 5. August 1959) ist ein US-amerikanischer Fernsehregisseur.

## Leben
Mark Cendrowski begann seine Karriere als Stage Manager und Regieassistent im Jahr 1989, ehe er ab 1998 auch selbst bei zahlreichen Fernsehserien Regie führte. Erstmals war er bei Sabrina – Total Verhext! für insgesamt drei Folgen verantwortlich. Es folgten größere Engagements bei Yes, Dear und Still Standing, während er bei Out of Practice – Doktor, Single sucht … nur sporadisch als Regisseur aktiv war. Ab 2007 war er der Hauptregisseur bei The Big Bang Theory und verantwortete insgesamt 244 Folgen der Serie. Bei Men at Work wurde er in sieben der zehn Folgen der ersten Staffel als Regisseur eingesetzt.
Er ist verheiratet und hat zwei Kinder.

## Filmografie (Auswahl)
- 1998–2002: Sabrina – Total Verhext! (Sabrina, the Teenage Witch, 3 Folgen)
- 1999–2005: King of Queens (The King of Queens, 3 Folgen)
- 2000–2005: Yes, Dear (35 Folgen)
- 2002–2005: Immer wieder Jim (24 Folgen)
- 2004–2006: Still Standing (12 Folgen)
- 2005–2006: Out of Practice – Doktor, Single sucht … (Out of Practice, 4 Folgen)
- 2007–2009: Die Zauberer vom Waverly Place (Wizards of Waverly Place, 8 Folgen)
- 2007–2012: Rules of Engagement (6 Folgen)
- 2007–2019: The Big Bang Theory (244 Folgen)
- 2012: Men at Work (7 Folgen)
- 2013–2014: Dads (6 Folgen)
- 2015–2017: Odd Couple (10 Folgen)
- 2015–2017: Dr. Ken (4 Folgen)
- 2016–2019: Fuller House (6 Folgen)
- 2017–2019: Young Sheldon (5 Folgen)
- 2018–2021: The Neighborhood (30 Folgen)
- 2020: United We Fall (6 Folgen)
- 2021–2022: United States of Al (19 Folgen)
- seit 2024: Georgie & Mandy (20 Episoden)